# Inha fabriker

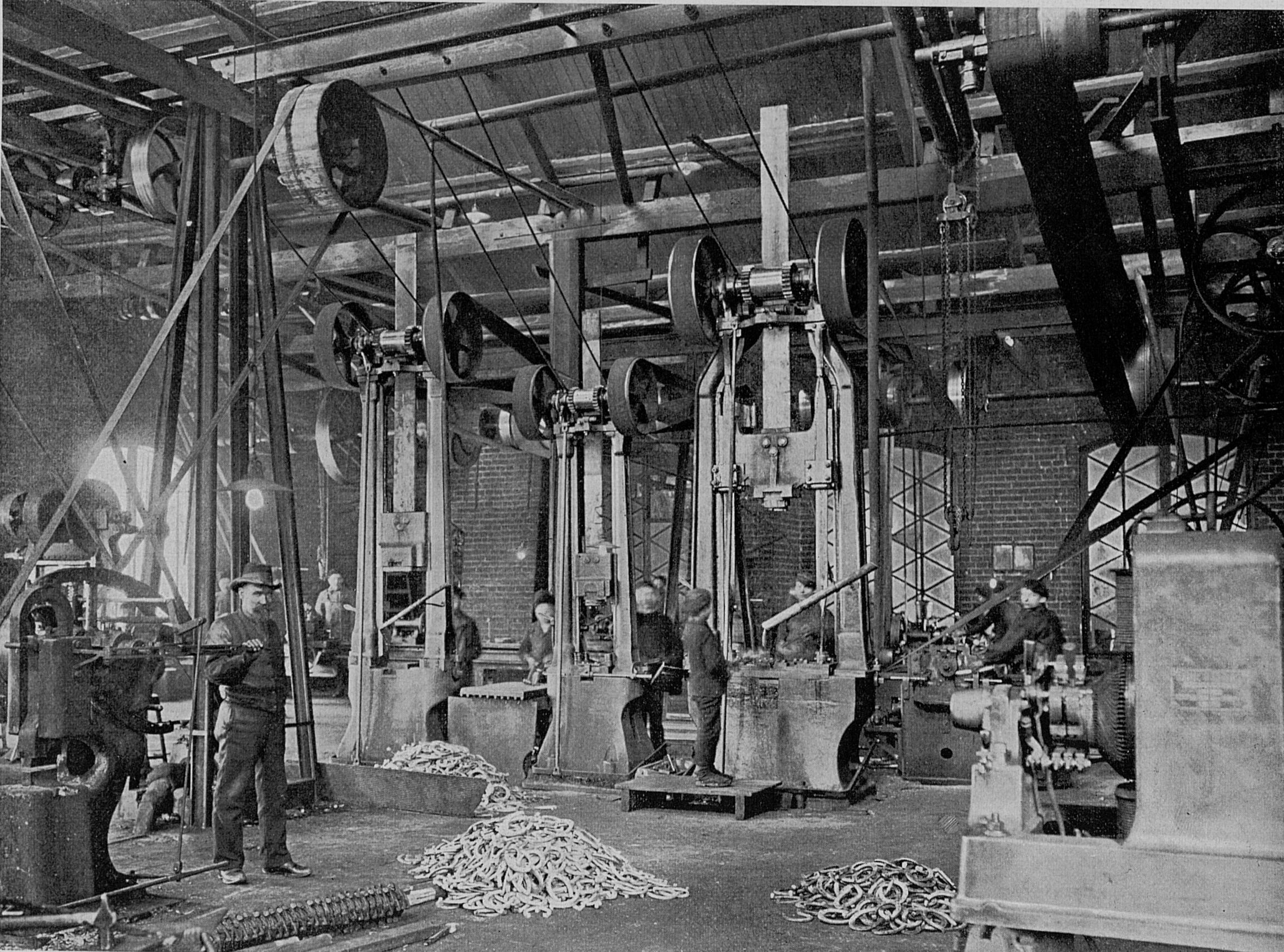
Tillverkningen av hästskor vid Inha bruk 1902.

Inha fabriker  är samlingsnamnet för den verksamhet som finns på den gamla bruksorten i Etseri i landskapet Södra Österbotten. På finska fick platsen namn efter fabrikerna och heter Inhan tehtaat. Samhället ligger cirka 7 km mot sydost från kommunens centrum vid Hankavesis strand.  Orten har cirka 420 fast bosatta. Under sommaren växer befolkningen. Industrierna har uppstått ur järnbruket och de ingår sedan 1917 i koncernen Fiskars och är kända bland annat för tillverkning av Busters aluminiumbåtar . Båttillverkningen såldes 2016 av Inhan Tehtaat Oy Ab (Inha Bruk Ab) till Yamaha Motor Europe.

## Historik
År 1841 fick lagman Erik Gustaf Roschier privilegium för en hytta vid Inha å. Han samarbetade med brukspatron Gustaf Adolf Wasastjerna från Östermyra. Hyttan inledde sin verksamhet år 1851. Där smältes sjö- och myrmalm.
Blomstringstiden inleddes år 1884, när den svenska ingenjören August Nilsson Keirkner övertog verksamheten. Järnet från Inha höll hög kvalitet i klass med utländska produkter och den inhemska efterfrågan växte. Keirkner utvecklade också den lokala förädlingen genom att starta tillverkning av hästskor, bultar och nitar. Den vattendrivna sågen ändrades till ångdrift. När tillgången på malm sinade övergick man till importerad malm från Sverige och inhemskt metallskrot. Den nya järnvägen, Vasabanan, underlättade transporterna. Fabrikerna fick en egen station.
Kring bruket växte ett livligt samhälle upp med butiker och skolor. Bybagaren Emanuel Pohjaväre blev också riksdagsman. Samhället hade ungefär 400 invånare i början av 1900-talet. Man byggde bland annat Folkets hus, dansbana och en egen biograf, Inhas Bio-Bio. Brukspatronen själv byggde ett nyrenässanspalats år 1899, kallat "Pytinge". Inha herrgård ritades av Vasa länsarkitekt  K. V. Reinius. Palatset hör till de ståtligare i Finland. I herrgårdens park finns drängstuga, lusthus och ekonomibyggnader.
Keirkner sålde fabrikerna år 1917 till Fiskars och lät bygga sitt pensionärsboende i Helsingfors. För uppdraget anlitades arkitekt Eliel Saarinen som planerade Villa Keirkner, senare känt som Marmorpalatset. Efter andra världskriget ersattes de traditionella produkterna från Inha med Fiskars egna varor t.ex. gångjärn. Buster båtarna av aluminium fick stor efterfrågan och fabrikerna utvigades på 1970-talet. Fabrikerna är den största arbetsgivaren i Etseri.